# Willy Hoppe
Willy Hoppe (* 13. Februar 1884 in Berlin; † 26. September 1960 ebenda) war ein deutscher Historiker und der Begründer der brandenburgischen Landesgeschichte an der Berliner Universität.

## Leben
Nach dem Abitur am Askanischen Gymnasium 1902 studierte Hoppe Geschichte an der Friedrich-Wilhelms-Universität Berlin und der Georg-August-Universität Göttingen. Im selben Jahr wurde er im Berliner und Göttinger Wingolf aktiv. Sein Lehrer und Vorbild war Dietrich Schäfer. Mit einer Dissertation über Erzbischof Wichmann von Magdeburg wurde er 1908 promoviert. Als Assistent und Bibliothekar des Historischen Seminars erarbeitete er die Untersuchung Kloster Zinna. Ein Beitrag zur Geschichte des ostdeutschen Koloniallandes und des Cistercienserordens (1914). Zum Zeitpunkt der Veröffentlichung war er bereits zum Bibliothekar des Sächsischen Ständetages nach Dresden berufen worden. Später kehrte er als Bibliothekar der Industrie- und Handelskammer nach Berlin zurück, deren Bibliothek er in fast zwei Jahrzehnten zu einer der größten und wertvollsten Sammlungen der Wirtschaftswissenschaft gestaltete.
Seit 1922 war er Vorstandsmitglied im Märkischen Geschichtsverein. 1925 wurde er in den Vorstand des Vereins für brandenburgische Kirchengeschichte berufen; 1930 übernahm er den Vorsitz im Verein für die Geschichte Brandenburgs, 1940 wurde er Ehrenmitglied der Niederlausitzer Gesellschaft für Geschichte und Altertumskunde.
Laut seinem Schüler Herbert Ludat formte er in den 1920er-Jahren das Bild von der Stellung, Bedeutung und Aufgabe der Landesgeschichte im Rahmen der Wissenschaft, unter Aufnahme neuer Methoden, vor allem in Bezug auf die Nachbardisziplinen. Landesgeschichte durfte sich für ihn nicht mit den schriftlichen Quellen begnügen, sondern sie hatte, ausgehend von den geologisch-geographischen Gegebenheiten und den archäologischen Zeichen der Vorzeit, alle Erscheinungen menschlicher Tätigkeit in der Landschaft, die aus der Sprachwissenschaft, der Siedlungskunde, der Bau- und Kunstgeschichte, der Wirtschafts-, Sozial- und Rechtshistorie sowie der Volkskunde zu erschließen sind, in ihre Betrachtungen mit einzubeziehen. Dadurch begründete er die Landesgeschichte als eine neue Disziplin. Er war ein Vertreter der Kulturträgertheorie.
1924 habilitierte er sich für das Fach Landesgeschichte und Historische Geographie. 1929 wurde er zum Professor an der Friedrich-Wilhelm-Universität Berlin ernannt. Zum 1. Januar 1932 trat er der NSDAP bei (Mitgliedsnummer 856.307). Seine Karriere nach 1933 verdankte Hoppe seinem frühzeitigen und vorbehaltlosen Bekenntnis zum Nationalsozialismus. Im September 1933 wurde Hoppe zum Vorsitzenden des Gesamtvereins der Deutschen Geschichts- und Altertumsvereine ernannt. Er war u. a. für die Gleichschaltung der Geschichtsvereine zuständig. Diese beseitigten häufig in Erwartung eines nationalsozialistischen Eingriffs schon von selbst im Voraus ihre demokratische Struktur. Der Führer des Vereins wurde fortan von einem höheren politischen Führer der NSDAP ernannt. Er ernannte seine Kollegen im Vorstand selbst. Außerdem wurden Juden vollständig aus den Vereinen gedrängt. 1935 erhielt Hoppe einen festen Lehrstuhl an der Friedrich-Wilhelms-Universität. 1937 wurde er dort Rektor und blieb dies bis 1942. Anschließend wurde er Vorsitzender der von ihm begründeten Historischen Kommission für Brandenburg sowie der „Landesstelle der Reichshauptstadt Berlin für Geschichte, Heimatforschung und Volkskunde“. Er arbeitete eng mit Johannes Schultze und Ernst Kaeber zusammen. Dem steilen Aufstieg Hoppes nach 1933 folgte der tiefe Fall nach 1945. Klaus Neitmann, Direktor des Brandenburgischen Landeshauptarchivs, hat in einem Aufsatz von 2005 versucht, „ein differenziertes und ausgewogenes Urteil“ über ihn zu fällen, und meint, das politische Bekenntnis Hoppes und seine wissenschaftliche Arbeit ausreichend voneinander trennen zu können.
In der Sowjetischen Besatzungszone wurden seine Schriften Die Führerpersönlichkeit in der deutschen Geschichte (Junker und Dünnhaupt, Berlin 1934) und Grundzüge der deutschen Geschichte im Mittelalter (Spaeth & Linde, Berlin 1939) sowie eine Veröffentlichung zu einer Gedenkfeier der Friedrich-Wilhelms-Universität zu Berlin, Fichte zu seinem 175. Geburtstag (Preußische Druckerei- und Verlags-Aktiengesellschaft, Berlin 1937), mit einer Vorrede von ihm auf die Liste der auszusondernden Literatur gesetzt.
1958, zwei Jahre vor seinem Tod, wurde er in die neu gegründete Historische Kommission zu Berlin berufen.

## Schriften (Auswahl)
- Erzbischof Wichmann von Magdeburg. Magdeburg 1908 (Dissertation).
- Kloster Zinna. Ein Beitrag zur Geschichte des ostdeutschen Koloniallandes und des Cistercienserordens. München und Leipzig 1914.
- Elsaß-Lothringen – Land und Volk. Berlin [1918].
- Landesgeschichte der Mark Brandenburg in ihren Grundzügen bis zur Bildung der Provinz Brandenburg. Berlin 1924.
- Karl Friedrich Klöden. Der Mensch und der märkische Historiker. Berlin 1926.
- Die Hanse und der Osten. Bremen [1927].
- mit Willy Spatz: Die Geschichte derer von Waldow. Berlin 1927.
- Lenzen. Aus tausend Jahren einer märkischen Stadt. 929–1929. Lenzen 1929.
- Heimatkunde und Staat. Berlin 1933.
- Die Führerpersönlichkeit in der deutschen Geschichte. Berlin 1934.
- Fichte zu seinem 175. Geburtstag. Berlin 1937.
- Deutsches Volkwerden im geschichtlichen Wandel. In: Jahrbuch der Deutschen Hochschule für Politik. 1938, S. 184–197.
- Grundzüge der deutschen Geschichte im Mittelalter. Berlin 1939.
- Die deutschen Kommissionen und Vereine für Geschichte und Altertumskunde. Berlin 1940.[6]
- Die Neumark. Ein Stück ostdeutscher Geschichte. Würzburg/Main [1957].
- Die gesetzlose Gesellschaft zu Berlin. Berlin 1959.
- Die Mark Brandenburg, Wettin und Magdeburg. Ausgewählte Aufsätze. Hrsg. v. Herbert Ludat, Köln 1965.